# 张志荣
张志荣（1955年11月—），男，中国药剂学家，曾任四川大学华西药学院院长、教授、博士生导师，国务院学位委员会学科评议组成员。